# Partido Social Independiente de Rincón de la Victoria
Partido Social Independiente de Rincón de la Victoria (PSIRV) es un partido político español de ámbito local creado en Rincón de la Victoria (provincia de Málaga) en 1995.
En las elecciones para la actual legislatura (2007-2011) obtuvo 4.139 votos que le otorgaron seis concejales en el Ayuntamiento de Rincón de la Victoria y lo convirtieron en el séptimo partido más votado de la provincia. Los resultados propiciaron un pacto con el Partido Socialista Obrero Español de Andalucía por el que ambos partidos se colocaron al frente del consistorio.